# Uniramidesmus septimus
Uniramidesmus septimus är en mångfotingart som beskrevs av Mikhaljova 1990. Uniramidesmus septimus ingår i släktet Uniramidesmus och familjen plattdubbelfotingar. Inga underarter finns listade i Catalogue of Life.